# 陸據
陆据（？—754年），字德邻，唐朝官员，出自河南陆氏，北周上庸公陆腾六世孙，陆爽曾孙。
陆据年少丧父。他文章俊逸，神宇警迈，言论纵横。三十余岁，始到京师，登进士第。公卿读过其文，交誉称道，征辟为从事。官至司勋员外郎。唐玄宗天宝十三载（754年）去世。

## 子孙
- 陆士伦
  - 陆虎虎
  - 陆益郎
  - 陆龄龄
  - 陆万岁
  - 陆罗三
  - 陆正正
- 陆士佳
- 陆士修